# 新街镇 (会东县)
新街乡，是中华人民共和国四川省凉山彝族自治州会东县下辖的一个乡镇级行政单位。

## 行政区划
新街乡下辖以下地区：
新街社区、新街村、铁厂村、河边村、上中村、上游村、海子村和东风村。